# Idaea carneofasciata
Idaea carneofasciata är en fjärilsart som beskrevs av W. Warren 1900. Idaea carneofasciata ingår i släktet Idaea och familjen mätare. Inga underarter finns listade i Catalogue of Life.